# 桑内·韦弗斯
桑内·韦弗斯（荷蘭語：Sanne Wevers，1991年9月17日—）生于弗里斯兰省吕伐登，是一名荷兰女子竞技体操运动员。她的双胞胎妹妹莉克·韦弗斯同样也是一名体操运动员，两人都是国家队成员，同时还共同参加过2016年里约奥运。在里约奥运期间，她力压两名美国选手羅莉·埃爾南德斯和西蒙·拜爾斯夺得女子平衡木项目金牌，这是荷兰历史上第二次在奥运女子体操项目上摘金。数日后，她被选为该届奥运荷兰队闭幕式旗手。